# Lia Quartapelle
Lia Quartapelle (Varese, 15 de agosto de 1982) es una política, economista italiana y uno de los exponentes del Partido Democrático (PD).

## Biografía
Nació en Varese en 1982. Se formó en Economía a la Universidad de Pavía, y fue elegida diputada en 2013 por la primera vez. Fue posible substituta de Federica Mogherini al Ministerio de las Relaciones Exteriores.

## Carrera política
- Miembro de la Asamblea nacional del PD desde 2013
- Diputada desde 2013 (actualmente)
- Secretaria de la Comisión Negocios Exteriores y Comunitarios (III)